# Parupeneus insularis
Parupeneus insularis är en fiskart som beskrevs av Randall och Myers 2002. Parupeneus insularis ingår i släktet Parupeneus och familjen mullefiskar. Inga underarter finns listade i Catalogue of Life.